# Shardlow
Shardlow – wieś w Anglii, w hrabstwie Derbyshire, w dystrykcie South Derbyshire. Leży 11 km na południowy wschód od miasta Derby i 173 km na północny zachód od Londynu.